# أندريس سيلفا
أندريس سيلفا (بالإسبانية: Andrés Silva) هو منافس ألعاب قوى أوروغواياني، ولد في 27 مارس 1986 في تاكواريمبو ‏ في الأوروغواي.

## وصلات خارجية
- أندريس سيلفا على موقع الاتحاد الدولي لألعاب القوى (الإنجليزية)
- أندريس سيلفا على موقع أوليمبيديا (الإنجليزية)